# Автомагістраль A17 (Нідерланди)
Автострада A17 — автомагістраль у Нідерландах. Вона пролягає від розв'язки Клаверпольдер, на південь від мосту Мордейк на автомагістралі A16, у напрямку до розв'язки Де-Сток з автомагістраллю A58, поблизу Розендала.

## Огляд
Автомагістраль A17 має довжину 25 кілометрів і служить альтернативним маршрутом між містами Роттердам і Антверпен, особливо в напрямку порту останнього, який розташований у західній частині міста.